# Доброфест

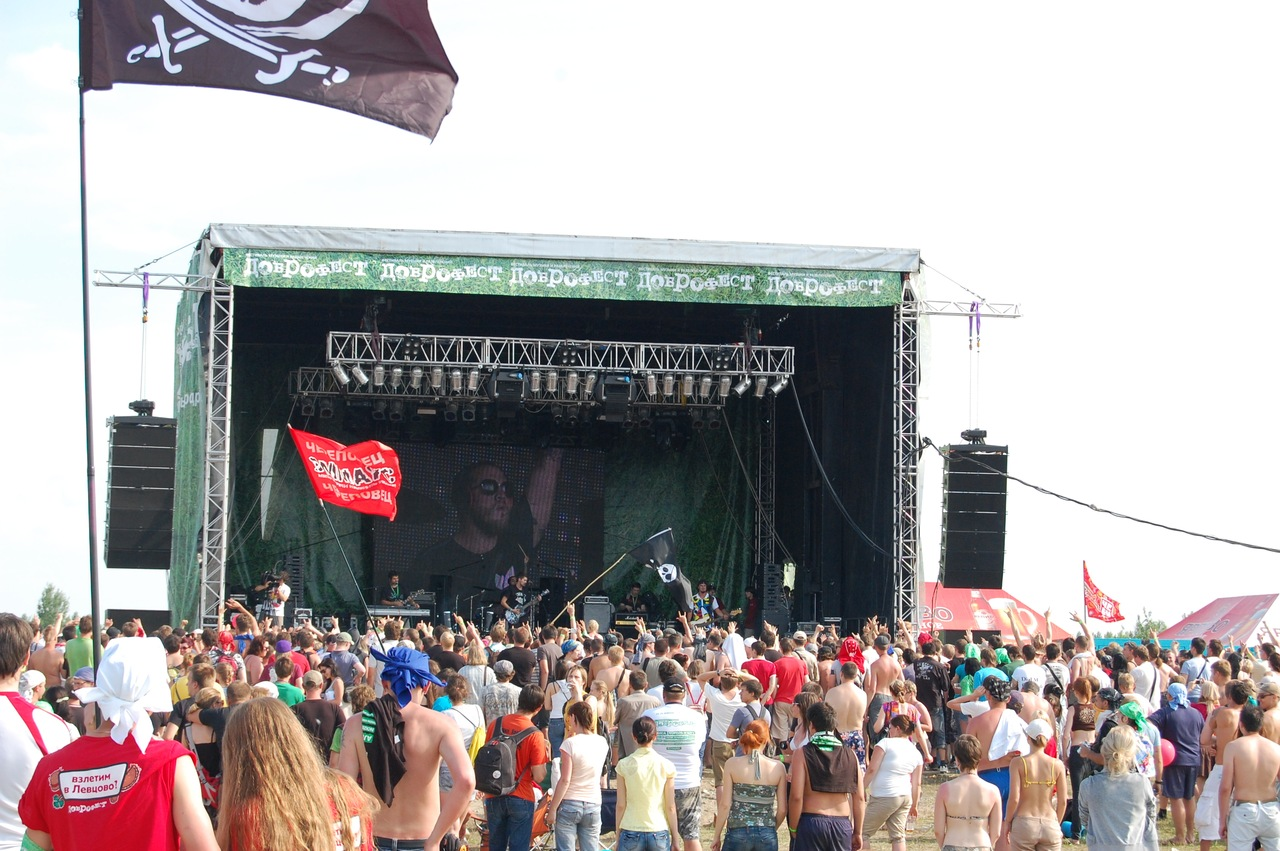
Главная сцена, 2011 год

Фестиваль музыки и развлечений «Доброфе́ст» — музыкальный фестиваль в жанрах рок, хип-хоп и альтернатива, проводящийся летом под российским городом Ярославлем на аэродроме Левцово с 2010 года. В 2019 году завоевал гран-при в номинации «Молодёжные события» Национальной премии в области событийного туризма «Russian Event Awards».
Ежегодно событие посещают до 17 000 зрителей. На двух сценах выступают до 70 музыкальных коллективов, а также существуют зоны немузыкальных активностей: спортивные и игровые площадки, сувенирные лавки и тематические стенды. 
С 2022 года после "переноса" нескольких фестивалей не возвращают деньги за купленные билеты. Организаторы сменили юрлицо и не идут на контакт. В официальных группах и каналах банят за вопросы о возврате. 

## Фестивали 2010—2019 годов
Первый фестиваль «Доброфест» состоялся 6-8 августа 2010 года, он был включён в официальную программу празднования 1000-летия города. Действовали зона исторической реконструкции «Страна Гардарика», парк развлечений «Район-X», парк архитектурных сооружений «Парк Креативити», фотовыставка «Фотомикс».
Второй фестиваль «Доброфест» состоялся 24–26 июня 2011 года. На альтернативной сцене состоялся фестиваль молодых исполнителей «Добрый рок». Работали территория архитектурных инсталляций «Парк Креативити», кинотеатр под открытым небом. На спортивных площадках прошли открытые чемпионаты по пляжному футболу и волейболу. Ночная программа включала российскую фестивальную премьеру фильма «Агата Кристи».
Третий фестиваль «Доброфест» состоялся 29 июня — 1 июля 2012 года.
Четвёртый фестиваль «Доброфест» состоялся 28 — 30 июня 2013 года.
Пятый фестиваль «Доброфест» состоялся на 27 — 29 июня 2014 года.
Шестой фестиваль «Доброфест» состоялся 26 — 28 июня 2015 года.
Седьмой фестиваль «Доброфест» состоялся 1 — 3 июля 2016 года.
Восьмой фестиваль «Доброфест» состоялся 30 июня — 2 июля 2017 года. С вечера 30 июня шли дожди, территория была покрыта грязью.
Девятый фестиваль «Доброфест» состоялся 27 июля — 29 июля 2018 года.
Десятый фестиваль «Доброфест» состоялся с 11 июля — 14 июля 2019 года. На нём выступали Anacondaz, Infected Rain, Lumen, Slaves, Глеб Самойлов и the Matrixx, Дельфин, Наив, Пионерлагерь Пыльная Радуга, Северный флот, Операция Пластилин, 2rbina 2rista и другие коллективы.
В 2020-2021 годы фестиваль не проводился из-за пандемии коронавируса. Он прошёл в 2022 году, но уже в 2023 был снова отменён по соображениям безопасности из-за вооружённого конфликта с Украиной.